# Rudolf Hartmann (Japanologe)
Rudolf Hartmann (* 1937 in Worbis; † 2020) war ein deutscher Japanologe und Historiker.

## Leben
Rudolf Hartmann studierte von 1957 bis 1962 Japanologie sowie deutsche und allgemeine Geschichte an der Humboldt-Universität zu Berlin. Von 1962 bis 1991 war er am Institut für Orientforschung und Zentralinstitut für Geschichte beziehungsweise Allgemeine Geschichte an der Akademie der Wissenschaften in Berlin tätig. Im Jahr 1969 promovierte er mit einer Dissertation über die Entstehung und Entwicklung der sozialistischen Bewegung Japans bis 1905. Unter bes. Berücks. d. Einflusses d, Sozialdemokrat. Partei Deutschlands, erlangte den akademischen Grad des Dr. sc. phil. 1983, erhielt 1987 die Lehrbefähigung und lehrte ab 1988 als Honorardozent. Bereits ab 1983 hielt er Vorlesungen zur Geschichte Japans an der Humboldt-Universität zu Berlin. Beim KAI e.V. forschte er 1992 bis 1993 als Einzelwissenschaftler. Von 1993 bis 1994 vertrat er den Lehrstuhl für japanische Geschichte an der Ruhr-Universität Bochum. Darauf folgte 1994–1996 die Tätigkeit als wissenschaftlicher Mitarbeiter am Zentrum für Sprache und Kultur Japans der Humboldt-Universität zu Berlin. Ab dem Sommersemester 1997 lehrte er für drei Semester an der Eberhard-Karls-Universität Tübingen, wo er den ehemaligen Lehrstuhl von Klaus Kracht als Professor für Japanologie vertrat.

## Werk
Seine Geschichte des modernen Japan, so Uwe Schmitt, sei geprägt durch die klassische Modernisierungstheorie und dem Historischen Materialismus. Zwar spricht auch Bernd Martin von einem marxistischen Ansatz, dennoch versuche Hartmann bei diesem Werk seine „ideologische Herkunft zu überwinden“. So sei es Hartmann gelungen: „Trotz kleinerer Mängel und einer bisweilen etwas schiefen Optik, ist es Hartmanns Verdienst, vor einem westdeutschen Japanexperten die seit Jahrzehnten bestehende Lücke in der deutschsprachigen Literatur über Japan mit einer lesenswerten Darstellung geschlossen zu haben.“

## Veröffentlichungen (Auswahl)
- mit Wolfgang Wernecke: Japanisch-deutsches Zeichenlexikon. 1. Auflage. Verlag Enzyklopädie, Leipzig 1977; 5. Auflage. Langenscheidt Verl. Enzyklopädie, Leipzig, Berlin, München 1994, ISBN 3-324-00368-7.
- Japan. Gesellschaft, Politik, Wirtschaft. Pahl-Rugenstein, Köln 1983, ISBN 3-7609-0786-5.
- Japan heute. Wirtschaft – Klassenkampf – Politik. Akademie Verlag, Berlin 1984.
- Geschichte des modernen Japan. Von Meiji bis Heisei. Akademie Verlag, Berlin 1995, ISBN 3-05-002637-5.
- Japanische Studenten an der Berliner Universität 1870–1914. Mori-Ōgai-Gedenkstätte der Humboldt-Universität zu Berlin, Berlin 1997.
- Japanische Studenten an der Berliner Universität 1920–1945. Mori-Ōgai-Gedenkstätte der Humboldt-Universität zu Berlin, Berlin 2003.
- Japanische Studenten an deutschen Universitäten und Hochschulen: 1868–1914. Mori-Ōgai-Gedenkstätte der Humboldt-Universität zu Berlin, Berlin 2005.